# Гуляйка
Гуляйка (укр. Гуляйка) — село в Тальновском районе Черкасской области Украины.
Население по переписи 2001 года составляло 205 человек. Почтовый индекс — 20421. Телефонный код — 4731.

## Местный совет
20421, Черкасская обл., Тальновский р-н, с. Кобриново, ул. Ленина, 62